# Miedziana Kotlina

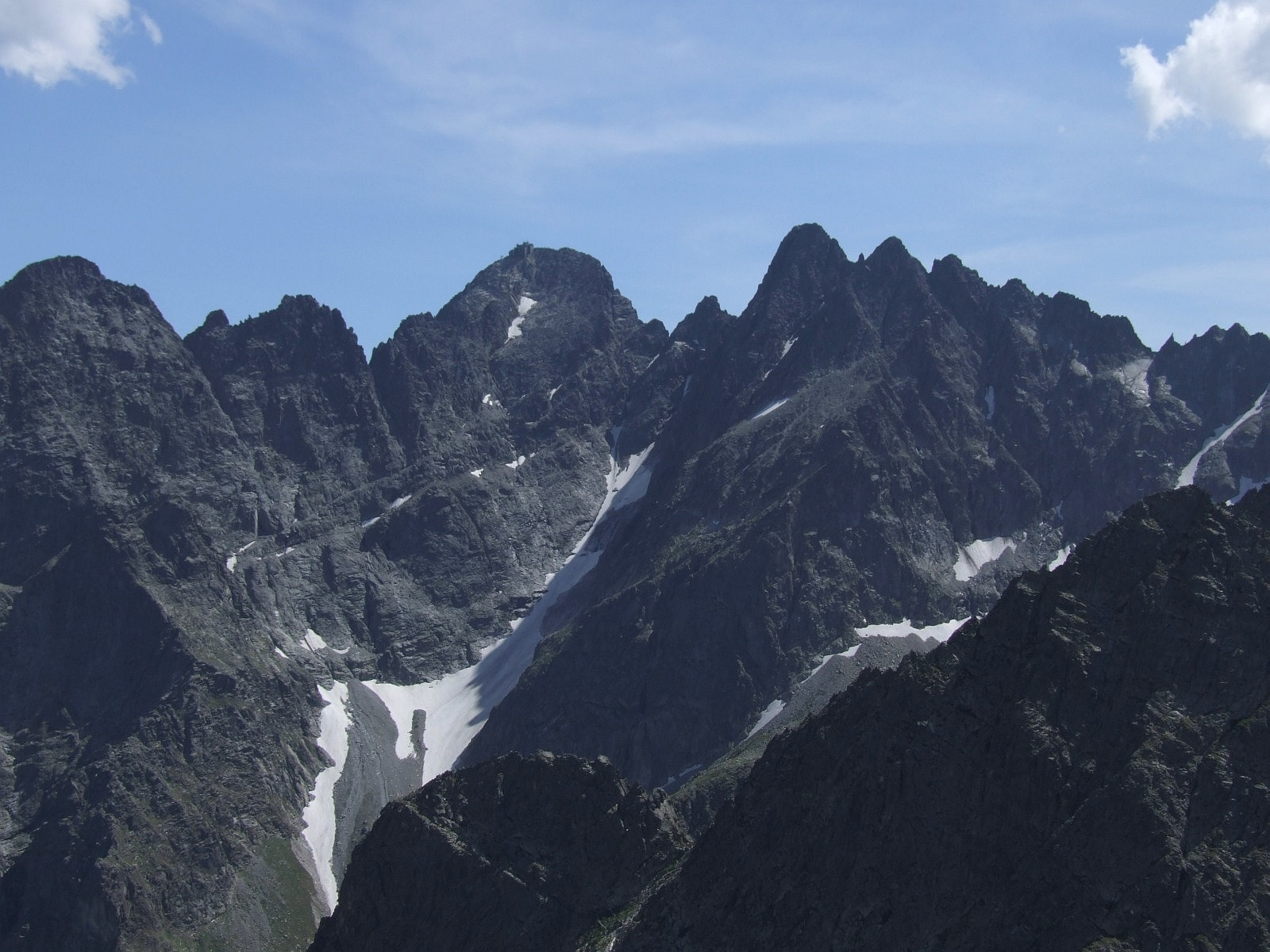
Zaśnieżona górna część Miedzianej Kotliny pomiędzy szczytami grupy Łomnicy

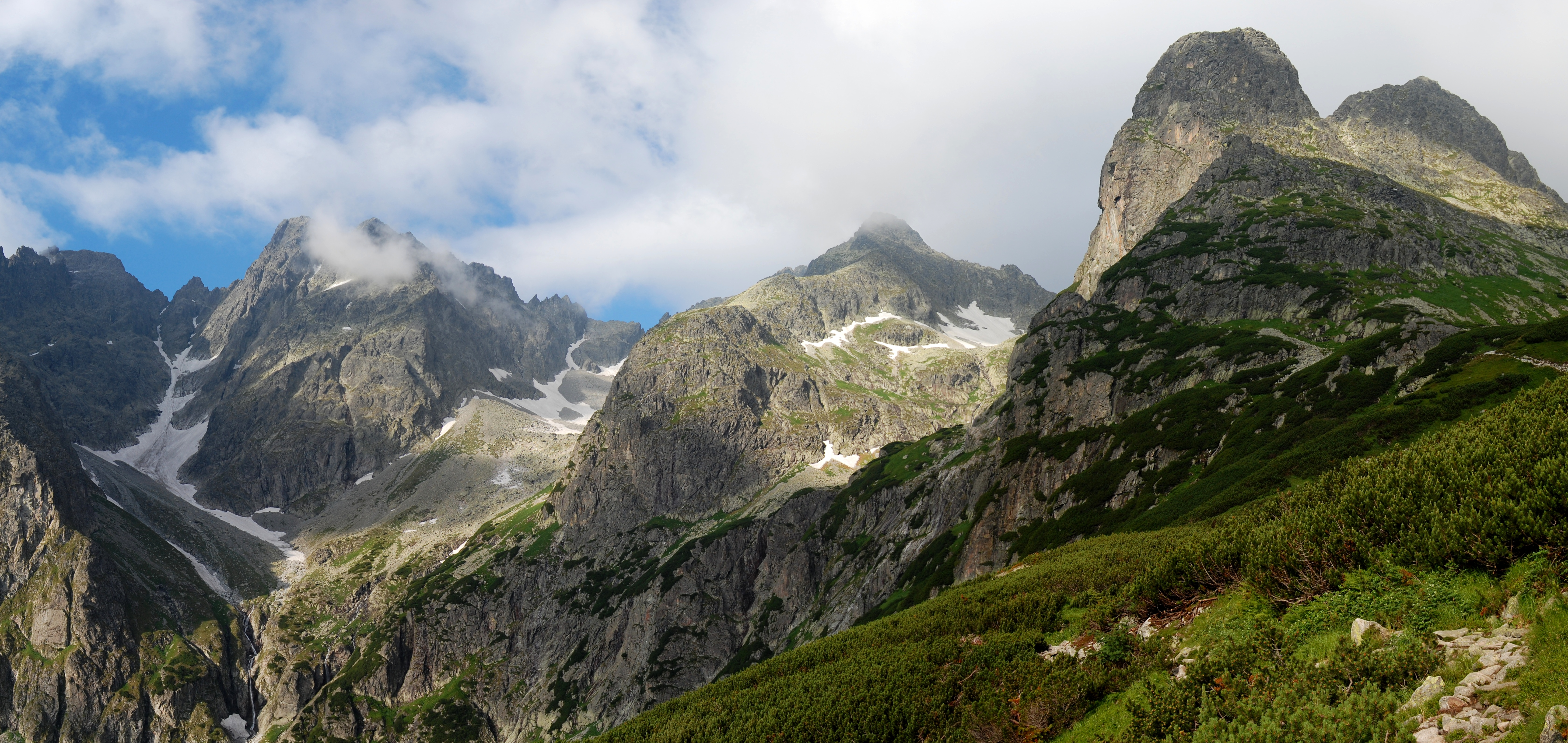
Miedziana Kotlina po lewej, dalej na prawo Durny Szczyt, Dolina Dzika, Baranie Rogi, Dolina Jastrzębia i Jastrzębia Turnia

Miedziana Kotlina (słow. Medená kotlina, niem. Kupferkessel, Kupferbankkar, węg. Rézpad-katlan) – duża tatrzańska kotlina będąca odnogą Doliny Dzikiej w Tatrach Wysokich na terenie Słowacji. Położona jest na wysokości ok. 1850–2250 m n.p.m. i przypomina ogromny żleb wciśnięty pomiędzy granie i wypełniony przez prawie cały rok śniegiem. Miedziana Kotlina graniczy:
- od północnego zachodu z Doliną Dziką (Veľká Zmrzlá dolina), rozdziela je filar odchodzący od Małego Durnego Szczytu (Malý Pyšný štít),
- od zachodu z Doliną Małej Zimnej Wody (Malá Studená dolina), rozdziela je grań od Małego Durnego Szczytu do Łomnicy (Lomnický štít) – fragment długiej południowo-wschodniej grani Wyżniego Baraniego Zwornika,
- południowego wschodu od z Doliną Łomnicką (Skalnatá dolina), rozdziela je grań Wideł (Vidlový hrebeň),
- od wschodu ze Świstówką Huncowską (Huncovská kotlinka) na krótkim odcinku grani łączącej Kieżmarski Szczyt (Kežmarský štít) z Małym Kieżmarskim Szczytem (Malý Kežmarský štít),
- od wschodu kotlina oddzielona jest od Doliny Zielonej Kieżmarskiej granią odchodzącą od Małego Kieżmarskiego Szczytu z kulminacją w Złotej Turni (Ušatá veža, 2265 m)[1].

Przez Miedzianą Kotlinę nie przebiega żaden znakowany szlak turystyczny. Jej nazwa pochodzi od Miedzianych Ławek, w których w XVIII wieku wydobywano rudę miedzi. Kotlina ma długość ok. 700 m, a jej wylot do Doliny Dzikiej zasypany jest ogromnym rumowiskiem głazów i piargów spod grani Wideł i Kieżmarskich Szczytów. Na jej dnie znajduje się nigdy nie topniejący płat śniegu (tzw. śnieżnik), zwany Miedzianym Śnieżnikiem.